# Eichhoffen
Eichhoffen (deutsch Eichhofen bzw. Eichhofen im Elsass) ist eine französische Gemeinde mit 513 Einwohnern (Stand 1. Januar 2021) im Département Bas-Rhin in der Region Grand Est (bis 2015 Elsass). Sie gehört zum Arrondissement Sélestat-Erstein und zum Kanton Obernai.

## Geografie
Die Gemeinde liegt auf 207 Metern über dem Meer, etwa 13 Kilometer nördlich von Sélestat und 26 Kilometer südwestlich von Straßburg. Der Ill-Nebenfluss Andlau tritt hier aus den letzten Ausläufern der Vogesen (Muenchberg) in die Oberrheinebene ein.

## Geschichte
Erste Erwähnungen einer Siedlung an selber Stelle gibt es aus dem Jahr 980.
Von 1871 bis zum Ende des Ersten Weltkrieges gehörte Eichhofen als Teil des Reichslandes Elsaß-Lothringen zum Deutschen Reich und war dem Kreis Schlettstadt im Bezirk Unterelsaß zugeordnet.

### Bevölkerungsentwicklung
| Jahr      | 1910 | 1962 | 1968 | 1975 | 1982 | 1990 | 1999 | 2007 | 2012 |
| Einwohner | 361  | 303  | 358  | 460  | 419  | 393  | 425  | 511  | 558  |

## Sehenswürdigkeiten
Die Kapelle Saint Jean-Baptiste wurde erstmals im Jahr 1052 urkundlich erwähnt. 1569 wurde sie umgebaut.

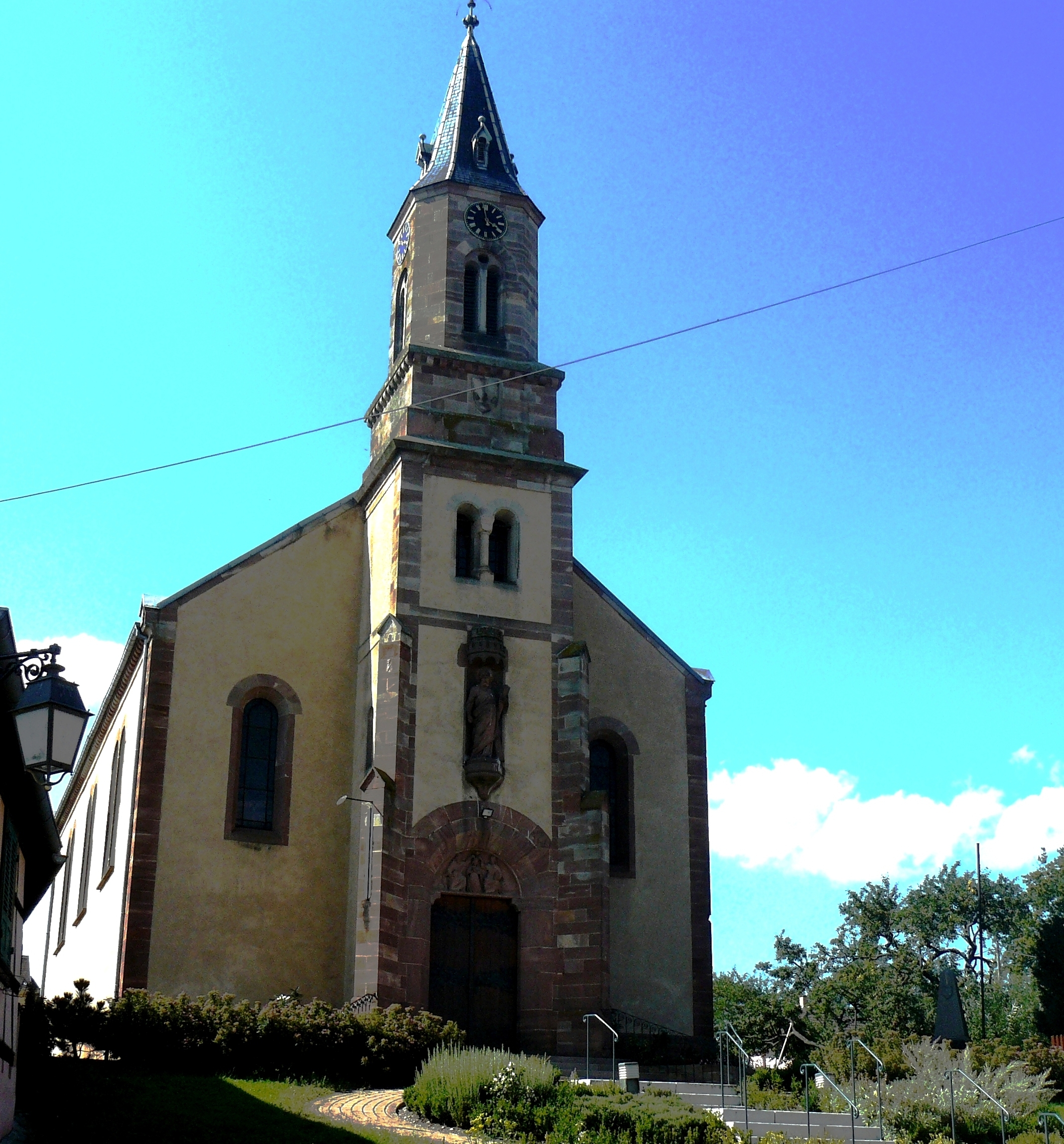
Kirche Saint-André
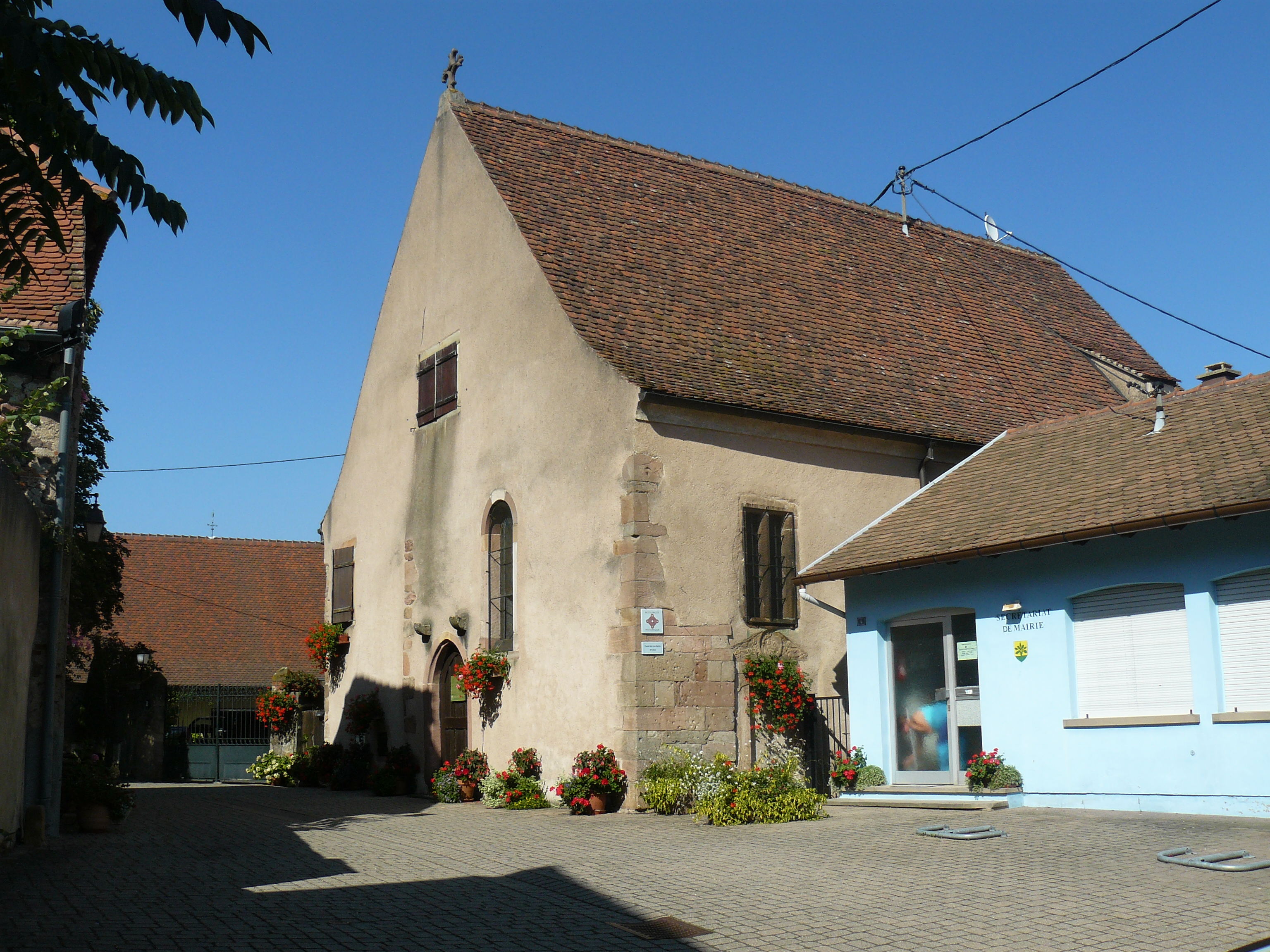
Kapelle Saint Jean-Baptiste

## Wirtschaft
Mehr als zwei Drittel des Gemeindegebietes sind von Weinreben bestanden. So ist auch neben dem Tourismus der Weinanbau der wichtigste Erwerbszweig in Eichhoffen.

## Verkehr
Eichhoffen liegt an der Bahnstrecke Sélestat–Saverne und ist mit TER-Zügen an Strasbourg und Sélestat angebunden. Das historische Empfangsgebäude ist ein Typenbau und stammt von 1877, als die Reichseisenbahnen in Elsaß-Lothringen (EL) die Strecke betrieben.